# Welsh Cup 1896-97
Welsh Cup 1896–97 var den 20. udgave af Welsh Cup, og turneringen havde deltagelse af 30 hold. Finalen blev afviklet den 19. april 1897 på Cricket Field i Oswestry, hvor Wrexham AFC vandt 2-0 over Newtown AFC og dermed sikrede sig sin fjerde triumf i Welsh Cup. Klubbens tre første Welsh Cup-titel blev vundet i sæsonerne 1877-78, 1882-83 og 1892-93.

## Resultater
Den forrige sæsons semifinalister, Aberystwyth Town FC, Bangor FC, Newtown AFC og Wrexham AFC, trådte først ind i turneringen i kvartfinalerne, mens de øvrige 26 klubber i første til tredje runde spillede om de sidste fire pladser i kvartfinalerne.

### Første runde
| Dato   | Kamp                                           | Res.   |
| ------ | ---------------------------------------------- | ------ |
|        | Builth FC – Rhayader FC                        | 2–2    |
|        | Chirk AAA FC – Druids FC                       | 4–2    |
|        | Holywell FC – Llandudno Swifts FC              | 2–1    |
|        | Ironbridge FC – Market Drayton FC              | 5–2    |
|        | Knighton FC – Aberdare FC                      | 7–1    |
|        | Llanidloes FC – Oswestry United FC             | [0]0–1 |
|        | Portmadoc FC – Flint FC                        | w.o.   |
|        | Rhosllanerchrugog FC – Brymbo Institute FC     | w.o.   |
|        | Rhostyllen Victoria FC – Westminster Rovers FC | 2–0    |
|        | Rhyl Athletic FC – Carnarvon Ironopolis FC     | 3–2    |
|        | Rogerstone FC – Swansea Association FC         | 5–0    |
|        | Towyn Rovers FC – Welshpool United FC          | 1–6    |
|        | Wellington Town FC – Wrockwardine Wood FC      | 1–0    |
| Omkamp |                                                |        |
|        | Rhayader FC – Builth FC                        | w.o.   |

### Anden runde
| Dato   | Kamp                                     | Res. |
| ------ | ---------------------------------------- | ---- |
|        | Druids FC – Rhostyllen Victoria FC       | 8–0  |
|        | Knighton FC – Rhayader FC                | 2–1  |
|        | Oswestry United FC – Ironbridge          | 3–0  |
|        | Rhyl Athletic FC – Holywell FC           | 2–2  |
|        | Wellington Town FC – Welshpool United FC | 1–2  |
| Omkamp |                                          |      |
|        | Holywell FC – Rhyl Athletic FC           | w.o. |

### Tredje runde
| Dato | Kamp                                     | Res. |
| ---- | ---------------------------------------- | ---- |
|      | Holywell FC – Flint FC                   | 2–3  |
|      | Druids FC – Brymbo FC                    | 3–1  |
|      | Oswestry United FC – Welshpool United FC | 2–0  |
|      | Knighton FC – Rogerstone FC              | 7–2  |

### Kvartfinaler
Kvartfinalerne havde deltagelse af de fire hold, der gik videre fra tredje runde, samt forrige sæsons fire semifinalister, Aberystwyth Town FC, Bangor FC, Newtown AFC og Wrexham AFC, der først trådte ind i turneringen i kvartfinalerne.
| Dato    | Kamp                              | Res. |
| ------- | --------------------------------- | ---- |
|         | Flint FC – Knighton FC            | 1–1  |
|         | Druids FC – Oswestry United FC    | 1–3  |
|         | Bangor FC – Wrexham AFC           | 1–1  |
|         | Newtown AFC – Aberystwyth Town FC | 3–0  |
| Omkampe |                                   |      |
|         | Knighton FC – Flint FC            | 3–2  |
|         | Wrexham AFC – Bangor FC           | 6–0  |

### Semifinaler
Semifinalerne blev spillet på neutral bane.
| Dato  | Kamp                             | Res. | Spillested        |
| ----- | -------------------------------- | ---- | ----------------- |
| 27.2. | Newtown AFC – Knighton FC        | 1–0  | [ 2 ]             |
| 13.3. | Wrexham AFC – Oswestry United FC | 3–2  | Hand Field, Chirk |

### Finale
| Dato  | Kamp                      | Res. | Tilskuere | Spillested              |
| ----- | ------------------------- | ---- | --------- | ----------------------- |
| 19.4. | Wrexham AFC – Newtown AFC | 2–0  | 6.000     | Cricket Field, Oswestry |